# 日大紛争
日大紛争（にちだいふんそう）は、1968年（昭和43年）から1969年（昭和44年）にかけて続いた日本大学における大学紛争である。学生運動の立場からは日大闘争と呼ばれる。

## 概説
1968年4月、日大理工学部教授が裏口入学を斡旋して多額の謝礼金を受領したのに、それを脱税していたこと、1968年5月に東京国税局の調査で日本大学に莫大な使途不明金が明るみに出たことは、当時の日大の学生たちを怒らせることになった。この事件を発端に、日大で大規模な大学紛争が巻き起こった。秋田明大を議長とする日大全学共闘会議（全共闘）は、教職員組合や父兄会をも巻き込み、この大学紛争は、全学的な規模に広がった。
その後、日大の学内に警視庁機動隊が投入され、警察官1名が殉職したほか、双方に多くの負傷者を出した。
1968年9月には、学生側が古田重二良会頭を筆頭とする日本大学当局に経理の全面公開や全理事の退陣を一時約束させた。しかし、当時の佐藤栄作内閣によってその約束は覆され、日大生たちの運動は退潮していった。この日大紛争は開始時期の早さやバリケード・ストライキの長期的維持、万単位の学生を動員して理事者との文字通りの「大衆団交」を実現したことなど、東大紛争と並んで全国の大学紛争に大きな影響を与えた。また、この日大紛争は東大紛争と比べて要求項目が明確であり、当初は大学民主化の色彩が濃かった。

## 背景

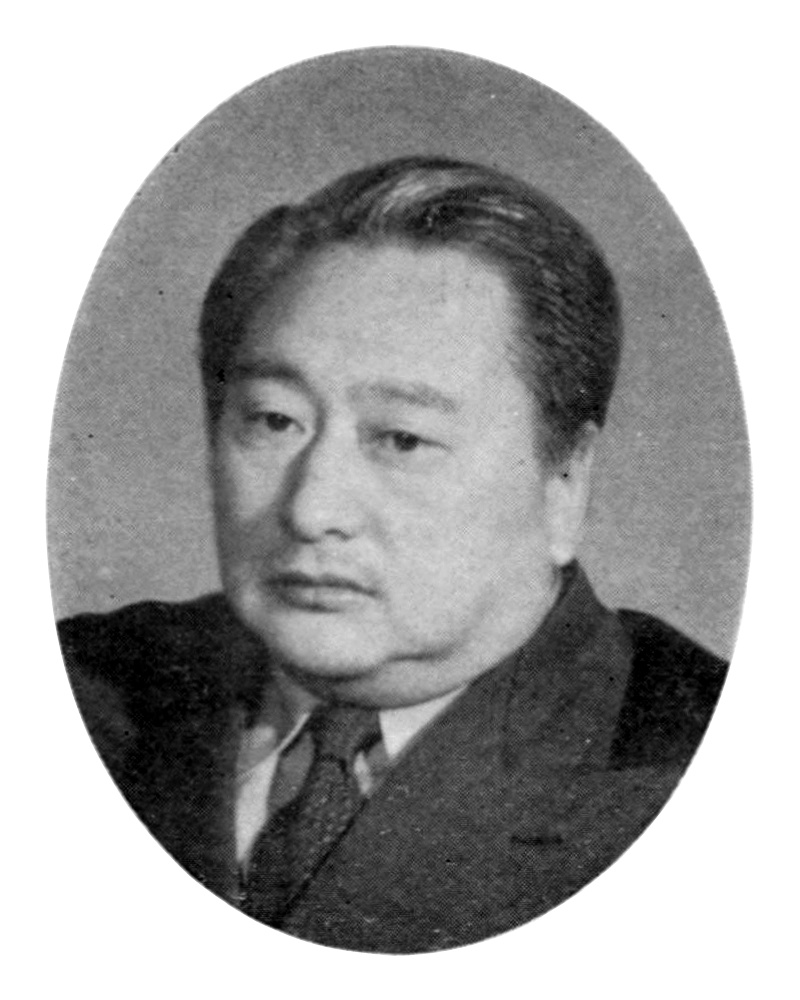
古田重二良

1960年代後半に日本では18歳人口の急増と大学進学率の向上により大学生の数が急伸し、大学教育の性格は大衆化しつつあった。
日大は、極めて強い保守思想の持ち主である古田重二良の経営のもと、その潮流に乗って急速に膨張した。1968年（昭和43年）には学生・教職員総数15万を数える日本最大の大学となり、全国大学生総数の約1割を占めるまでに至った。
一方で、学習環境や福利厚生、教職員数はこれに追いついておらず、教育条件の劣悪さに学生たちの不満が高まっていた。当時の大学の講義は500人から2000人程度の学生を入れた大教室で教員がマイクで話す形式（いわゆるマスプロ方式）が中心であり、教員の質も低く、それにも関わらず授業料はしばしば値上げされた。その時の日大の学費は、当時の日本の大学の中でも特に高額であった。日大の学生たちは教育環境の改善を求める自治運動や学園の民主化、自治会の全学連加盟などを求める運動を行ったが、大学当局は「学生の指導を徹底強化する」「学内における政治運動は禁止する」と方針を打ち立て、これを抑圧した。また、当時の古田重二良会頭は日大柔道部出身であることから、大学当局は、日大学内の運動部や応援団の体育会系学生を優遇して、学内の学生活動を監視・弾圧する実行部隊として利用した。

## 経過

### 使途不明金の発覚

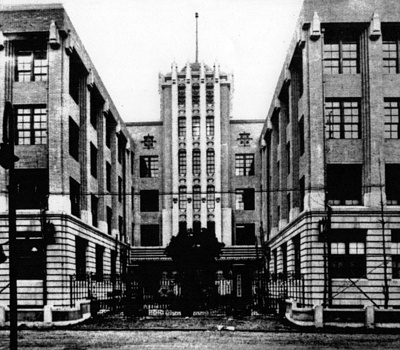
旧・日本大学本部

1968年1月26日、日大理工学部教授（教務部長兼評議員）Oが裏口入学で3000万円を得ていたことが新聞報道された。
さらに同年4月14日、国税局が日大の11学部と2高校への監査で昭和38年から昭和42年までの5年間で合計約20億円の使途不明金があったことを発表し、5月5日には日大の使途不明金と源泉脱税は合計34億円にのぼると公表された。
これにより、入学金・授業料・寄付金などの約一割を大学本部へ「総合費」として納付し収入を隠匿するという、学部の独立採算制を利用した金の流れのみならず、日大のずさんな管理体制が白日の下に晒された。
使途不明金の実際の使い道は、
1. 教職員への非課税手当（給与規定にないヤミ給与）
2. 本部役員への献納金
3. 学生対策費（学生運動を妨害するための体育会、応援団の予算）
4. 組合対策費（教職員組合へのスト破り）
5. 社交渉外費（古田重二良を会長とした日本会の他、後援会を通じた政財界への献金）

などであった。

### 全共闘の結成
巨大な日大では、各学部が各地に散らばって学生たちを分断していたが、大学の不祥事に対して最初に声を上げたのは世田谷区の日大文理学部と神田三崎町の日大経済学部の日大生たちであった。
4月23日、文理学部学生会執行部が教授会に対して公開質問状を出した。しかし、返答は「教授会は経理に直接の権能を有しないので具体的に述べられない」と素っ気ないものであり、その後、日大の有志学生らが討論資料やビラを作成して全学生の団結と行動を呼びかけた。
秋田明大を委員長とする経済学部学生会は、5月18日に使途不明金問題についての学生委員会の開催を教授会に請願したが、ここでも学部として声明を出すまでの間は不許可とされた。これを受けて秋田明大らは無届での活動を始め、5月21日から数百人を集めて日大経済学部の本館地下ホールで抗議集会を開いた。
5月23日、大学当局は本館入り口で他学部生を排除したり、学生会執行部と指導委員長の話し合いと引き換えに無届け集会を即時解散させようとしたが、学生側はこれを拒否し、秋田明大は通告文を焼き捨てた。その後、退出しようとする学生らを体育会系学生が妨害し、大学職員がシャッターを下ろして閉じ込めようとした。怒った学生たちはデモを始め、日大経済学部に隣接する日大法学部にも波及した。5月25日、日大経済学部は「学部の秩序を乱した」として秋田明大ら16人の学生を自宅謹慎処分とした。
同日、日大経済学部の処分に抗議する集会が右翼学生の暴行を受けながらも３学部で開始され、日大経済学部で行われた抗議集会に日大法学部・文理学部の学生が合流し、3000人規模の大集団となった。5月24日には、日大の教職員組合も大学当局に「全理事退陣要求書」を提出した。
当時、日本大学当局の御用団体となっている大学公認の学生会や自治会に代わるものとして、新しい学生組織「全学共闘会議」を求める機運が学生たちの間に広がった。
5月27日にはこれまでの経・法・文のほか、芸・商・理・農・歯などの各学部有志たちが日大経済学部の校舎前での抗議集会に参加し、秋田明大を議長とする「日本大学全学共闘会議（日大全共闘）」を結成した。日大全共闘の当面の要求は、
1. 古田重二良会頭以下全理事退陣
2. 経理全面公開
3. 使途不明金に関し大学と学生の話し合い

とされた。翌5月28日から30日にかけ、無届集会と闘争委員会設立が各学部で行われた。

### 大学当局の抑圧と機動隊出動
5月31日、日大全共闘は理事との大衆団交を申し込んだが、大学当局は「全学共闘会議は非合法団体であり、大学としては認められない」と拒絶され、各学部で抗議集会が開かれた。この日の午後、集会に参加した学生が体育会系学生らに暴行され、数名が搬送された。
6月4日に行われた集会では各学部の学生1万余人が集結。右翼や体育会系を集めていた大学当局も、そのあまりの数に暴力による排除を断念し、大学本部で全共闘指導部が学生部長との談判を行うが、平行線のまま全共闘代表は11日に大衆団交を行うことを要求して引きあげた。
6月6日、古田重二良会頭らは「使途不明金は絶対にない」「この難局をのりこえ、学園の発展につくす」として退陣を拒否し、集会の完全自由化や検閲撤廃も否定した。
日大全共闘が大衆団交を行うとした6月11日、大学当局側は校舎をロックアウトし、暴力集団が集会に参加した学生に対して校舎の上から物を投げつけた。建物内部に入った学生には木刀や陸上競技の砲丸などの凶器が振るわれ、一部には日本刀を持ち出す者もおり、40人が入院するなど多くの学生が負傷した。
その日の午後、大学構内に機動隊が現れた。これを見た日大全共闘を支持する学生たちは自分たちを暴行する集団を機動隊が排除するものと思い歓迎したが、大学当局の要請を受けて出動した機動隊は体育会系学生らを放置したまま集会を規制し、抵抗した学生6人を公務執行妨害で逮捕した。この出来事で大学当局と警察に対する決定的な不信感を植え付けられた学生らは、穏健な抗議集会では限界があるという認識を抱くようになる。

### スト突入
同日夕、日大法学部生約300人がストライキ権確立を宣言して三号館を占拠してバリケードを構築したのを皮切りに、日大全共闘は無期限ストに突入した。公認の学生会は日大全共闘の扱いを巡って学部間で対立して機能不全に陥り、6月13日に中央委員会が学生会連合の解散を宣言した。日大のバリケードは、右翼の襲撃に備えて「学園闘争史上最強」と呼ばれるまでに強化されていった。
大学当局は、経理公開や大学近代化をうたう大学改革案を発表し、夏休みを繰り上げたり父兄やOBに働きかけるなどして、大衆団交要求を拒絶しながら沈静化を図ろうとした。
しかし、7月10日に国税局が「日大職員2012人が3年間で総額19億3000万円が課税を逃れたヤミ給与の支払いを受け、個人のヤミ給与の最高額は1億5000万円」とする新たな調査結果を発表した。この時、日大の古田重二良会頭は記者会見で反省する素振りを見せず、世間を呆れさせた。
同月、強い批判を受けた大学当局は予備折衝を申し入れたが、「右翼団体より、大衆団交の名称だけは用いるなと、本学に申し入れがある」として古田重二良会頭は「全学集会」の名称にすることを頑なに求めた。
日大全共闘側はこれに激怒し、日大法学部1号館大講堂で「大衆団交」を8月4日に行う約束を呑ませた。しかし、直後に行われた届出デモでは警察の規制を受けて負傷者と逮捕者を出し、学生らは「当局は団交に応じるふりをしていながら、一方で機動隊の出動要請を出したのか？」と不満を更につのらせた。
日大の古田重二良会頭は、乗っていたタクシーを学生に取り囲まれた事件を理由に、安全の保証がされていないとして大衆団交の無期延期を通達した。大衆団交が行われるはずだった8月4日、日大の法学部本陣に数千人の学生が集まり抗議集会を開き、
1. 全理事の総退陣
2. 検閲制度の廃止
3. 検閲の全面公開
4. 集会の自由を認めよ
5. 不当処分白紙撤回

のスローガンを決議した。

### 警察官殉職と取締強化
当時、学生らが掲げた「我々の授業料は、父や母の汗の結晶である」という言葉は大人たちに好評で、はじめの1ヶ月間程は市井でもカンパに応じる者が多く、世論は概して学生側に同情的であった。規制にあたった警察側でも、日大当局の腐敗に対して立ち上がった学生らを『学生さん』と呼んで同情する雰囲気があり、大学進学率が2割に満たなかった当時においてエリートに属する学生らを慮って『奴らの将来を考えてやれ』と力説する幹部もいた。
一方、日大全共闘はストライキ維持のために夏休み期間中の自主登校を学生らに呼びかけた。バリケードの中では当初厳格な規律が確立されていたが、籠城が長期化するにつれて次第に弛緩していき、また8月頃から中核派などのセクトの影響も見られるようになり、学生の間で意識の乖離が進んだ。
夏休み明けを控えた8月24日、大学当局は「学生諸君の集会、出版物配布の自由、処分撤回、経理の公開などを中心とする主要な要求は認める」として妥協案を出した。これに対して日大全共闘はあくまで大衆団交の実現を要求した。
1968年9月4日未明、東京地方裁判所の仮執行処分に基づき機動隊などによる強制排除が行われた際、経済学部本館のバリケード封鎖解除に出動していた機動隊の巡査部長が、学生が校舎4階から落とした約16kgのコンクリート片を頭部に受けて重傷を負い、29日に死亡した。これは、警察にとって学園紛争で初の死者、公安事件としては戦後3人目の犠牲者であった。
警視庁公安部・村上健警視正は「警視庁はこれまで学生側にも言い分があると思っていたが、もうこれからは手加減しない」と記者会見で憤りをあらわにした。学生に対する怒りは、検挙よりも解散を重視していた警察の方針を徹底的な取締へ転換させた。
この機動隊による強制排除は、学園正常化に成功した国際基督教大学や芝浦工業大学の前例に倣ったものと見られるが、日大の大学当局が改善案を日大全共闘に提起していながら、一方で事前の話し合いや予告もなく警察の力を借りて鎮圧したことは学生たちの反発を招いた。この動きに日大全共闘は他大学の各セクトによる「外人部隊」の協力を得て機動隊退去後の経済学部・法学部の校舎を再占拠した。その後も機動隊出動と日大の学生の事前退避・再占拠が繰り返され、9月12日には神保町近辺で大規模な衝突が起こった。
これらの衝突で被害を受けた付近の商店や住民は学生らに対する態度を硬化させ、日大全共闘を批判するメディアが増え始めた。

### 「大衆団交」の開催と挫折、運動の終息
その後も日大全共闘による大衆団交の要求、大学当局の妥協案提示、日大全共闘の拒絶が続いたが、9月29日に日大の理事学部長会議はついに翌9月30日に「全学集会」を行うことを決定した。
9月30日当日、日本大学当局の主催の形式が取られた「全学集会」は、床にヒビが入るほどの大入りの両国講堂で開催された。学生らはヘルメットやゲバ棒の持ち込みを禁じられたが、日大側が2時間までとしていた集会は12時間にも及んだ。
全学集会では、日大全共闘は全理事から本集会が「大衆団交」であることを認めさせたほか、過去の大衆団交実施の違約・仮処分申請・機動隊導入に対する自己批判や集会・出版の許可制撤廃、本部体育会の解散、学生会館の自主管理、全理事の総退陣、闘争での処分者を出さないことなどを記した確約書に理事たちを署名させた。さらに、10月3日に「大衆団交」を再度行うことを約束させ、ほとんどの要求を通した。ただし、日大の理事の総退陣は理事会でこの後決定するとされた。
この時、日大の古田重二良会頭は途中疲労により倒れ、秋田明大は団交終了後、放心状態であったという。
しかし翌10月1日に、佐藤栄作首相が大学問題閣僚懇談会で「日大の大衆団交は常識を逸脱している」 「法秩序の破壊すら進んでいる。いまや、この処理は政治問題として取り上げる段階に来た」と発言した。さらに、先述の警察官の死亡により、日大全共闘に対する世間の風当たりは強くなっていた。
10月2日に開かれた日大の理事会で、古田重二良会頭ら日大首脳部は、全学集会で日大全共闘と約束した10月3日の「大衆団交」を撤回した。
10月7日、日大評議会から全員一致での日大の理事総退陣が勧告された。しかし、10月9日の日大の理事会で出された退陣決議は一部理事の反対により全員一致とならず、新理事が選出されるまで現理事がとどまるという付帯条項がつけられた。
秋田明大ら日大全共闘は10月3日に抗議集会を開くが、2000人弱しか集まらず、学生たちの失望感と挫折感は明らかであった。
10月5日には秋田明大ら日大全共闘の学生たちに公務執行妨害と都公安条例違反で逮捕状が出され、潜伏を余儀なくされた。10月21日の国際反戦デーの頃にはセクトの侵食が進み、日大は反権力の一拠点となっていた。
またこの頃、日大の一般学生たちは自分たちの進級・卒業、そして就職に対する心配、不安、危機感を持ち始めていた。10月15日には、企業の人事担当者から大学紛争が長期化する日大からは新入社員を採用しない旨を言い渡され、日大の就職内定者の間で動揺が広がった。
11月10日には日大の学生たちの父兄会が開催され、紛争の元凶として批判された末に発言を認められた全共闘派の涙ながらの訴えに、事態を解決できない理事の総退陣要求には同意したものの、子弟の就職を心配する父兄はあくまで大学の授業の早期再開を求めた。
11月8日には日大芸術学部のバリケードへの攻撃に参加した空手部主将が逆に全共闘に拘束され、両手を潰して全身を滅多打ちにするなどの凄惨なリンチが加えられた。
11月18日には事件の現場検証として機動隊が導入され、日大芸術学部の闘争委員会は大量逮捕により事実上壊滅した。
日大全共闘は11月30日に大学当局に再び「大衆団交」を要求したが、大学から拒絶されて行き詰まり、学外勢力との連帯に活路を見出そうとした。
11月22日には「東大=日大闘争勝利全国学生総決起大会」が開かれ、両大全共闘による共同文書が出され、田村正敏書記長は「東大は日本帝国主義の高級官僚の養成、日大はサラリーマンの養成機関であった。われわれはこのような現体制を打破せねばならない」と演説した。この流れはセクトや活動家・左翼評論家から歓迎されたが、日大全共闘を「民主化闘争」として支持してきた人々の共感を失うこととなり、学内でも離反の動きが加速した。そのような中で、東大での民青との内ゲバに参加するなど、日大全共闘は更に急進化していく。
全共闘系学生が次々と逮捕されていく中、11月24日から日大経済学部で他県の日大施設を利用して4年生（短大2年生）に卒業単位を取らせるための集中講義を行う「疎開授業」が開始された。日大法学部や日大商学部もこの流れに続いた。日大全共闘は日大の学生たちに疎開授業のボイコットを呼びかけたが、卒業延期を恐れた一般学生たちは日大の授業再開を支持して、疎開授業に積極的に参加した。
孤立した日大全共闘系学生たちは、運動から去っていった一般学生たちを軽蔑したが、機動隊にバリケード封鎖を解除された校舎を再奪還できる力はなく、徐々に求心力を失っていった。1969年2月には、日大全共闘は日大の構内の拠点を失い、警察や体育会系学生の警備のもとで同月に実施された日大の大学入試にも手出しができなかった。
1969年3月12日、日大全共闘のリーダーの秋田明大が公務執行妨害などの容疑で警察に逮捕された。
この日大紛争における警官死亡に関して逮捕状を出された者は全員が逮捕されたが、裁判では「現場にいたとの証明がない」として全員の無罪が確定し、未解決事件となっている。
日大全共闘はその後も少数の学生で活動を続けたが、1970年代初頭には自然消滅した。

## その後
学生・機動隊双方に多数の負傷者を出したため、その責任をとって日大の永田菊四郎総長は辞職した。その直後に日大関係者による日大の総長選挙が行われ、歯学部長鈴木勝が総長となった。また、高梨公之が新たに日大の理事長となった。なお、古田は“会長”となったが、紛争収束後の1970年（昭和45年）に日大付属病院で死去する。病院では日大全共闘を避けるため偽名を名乗っていた。古田派の中心人物として知られた石松新太郎・日大理工学部助教授は1981年に愛人の子に鉄パイプで撲殺された。
なお、1970年2月25日には、京王線武蔵野台駅付近の踏切で体育系学生集団ともみあいになった全共闘側の学生が、特急電車と接触して死亡する事件が起きている。その後付近にいた他の全共闘学生らは凶器準備集合罪などで逮捕されたが、体育会学生らは参考人聴取に留まった。
1968年、日大紛争の端緒となったヤミ給与問題で東京国税庁が調査に入ると、別途、不正経理を行っていた日大経済学部会計課長が発覚を恐れて2000万円以上の現金を持って逃亡した。
1968年、その会計課長は警察に逮捕されたが、その使途不明額は1億5000万円以上にのぼり、多くが金融ブローカーのほか応援団関係者、校友会関係者など日大関係者に流れていたことが判明している。
1970年9月23日、東都大学野球一部秋のリーグ戦、野球応援終了後、日大応援団下級生団員数名が試合に負けた腹いせに、相手校応援団員に対し暴行を加える傷害事件を起こした。1970年9月25日、東都大学野球連盟は緊急理事会を開き全21校（当時）の応援団に対し球場での応援を認めない処分を下した。事態を重く受けた日大本部は9月26日付で応援団の公認取り消し・解散・活動禁止処分を決定。

約50年後の2021年には、経済学部生でのちに理事長となる田中英壽による大学私物化事件が起きている。

## 紛争前の学生運動
1968年の紛争以前にも、日大では学生の自治的な学生運動が起きていた。1966年（昭和41年）に学生連合会は、以下の要求を行った。
1. 専任教員の質と量の充実。
2. 教授の質と量の充実。
3. ゼミナール数の増加。
4. 新入生オリエンテーションの実施。
5. 学生の休講対策・実習対策・実験対策。
6. 専門図書の増加と専門図書の購買拡大。
7. 校舎の建設。
8. 学生寮の建設。
9. 厚生寮の建設。
10. 学生会館の建設。
11. 自由なグラウンドの建設。
12. 集会や出版について、許可制から届出制への移行。